# Илья (Одесская область)
Илья (укр. Ілля) — село, относится к Подольскому району Одесской области Украины.
Население по переписи 2001 года составляло 82 человека. Почтовый индекс — 67930. Телефонный код — 4861. Занимает площадь 0,87 км². Код КОАТУУ — 5123181307.

## Местный совет
67930, Одесская обл., Подольский р-н, с. Должанка